# 铜色翠蜂鸟
铜色翠蜂鸟（学名：Chlorostilbon russatus），是雨燕目蜂鸟科的一种鸟类。
铜色翠蜂鸟体重约3.4克，翼长约43.5毫米，嘴峰长约17.8毫米，喙宽度约1.7毫米，喙厚度约1.4毫米，跗蹠长约4毫米，尾长约24.8毫米。铜色翠蜂鸟在其分布区内为留鸟，其栖息在半开放的高大树木组成的森林中，食性为草食性，主要食物来源是植物的花蜜。
铜色翠蜂鸟分布于哥伦比亚东北部圣玛尔塔内华达山脉和哥伦比亚-委内瑞拉交界处的佩里哈山脉。该物种是单型物种，没有亚种分化。